# Cairo Aviation
Cairo Aviation – nieistniejąca egipska czarterowa linia lotnicza z siedzibą w Kairze. Linie od 1998 wykonywały połączenia czarterowe do Europy, Afryki i Bliskiego Wschodu.  W 2018 roku linia zaprzestała działalności.  
Głównym portem lotniczym linii Cairo Aviation był Port lotniczy Kair.